# After Dark, My Sweet
After Dark, My Sweet is een neo noir uit 1990, geregisseerd door James Foley, met in de hoofdrollen Jason Patric, Bruce Dern en Rachel Ward. Het scenario is gebaseerd op de gelijknamige roman van Jim Thompson uit 1955.

## Verhaal
De ex-bokser Kevin "Kid" Collins is een zwerver die ontsnapte uit een psychiatrische inrichting. Hij ontmoet Fay Anderson, een weduwe, die hem overtuigt om haar te helpen met het verwaarloosde landgoed dat haar echtgenoot haar naliet. "Uncle Bud" krijgt hen zo ver om mee een rijke jongen te ontvoeren voor losgeld, en de ex-bokser moet nu voor zichzelf uitmaken waar zijn loyaliteit ligt en wat juist is.

## Cast
| Acteur             | Personage                  |
| ------------------ | -------------------------- |
| Jason Patric       | Kevin 'Kid' Collins        |
| Rocky Giordani     | Bert                       |
| Rachel Ward        | Fay Anderson               |
| Bruce Dern         | Garrett "Uncle Bud" Stoker |
| Tom Wagner         | bediende aan de toonbank   |
| Mike Hagerty       | de vrachtwagenbestuurder   |
| James E. Bowen Jr. | de tweede chauffeur        |
| George Dickerson   | Doc Goldman                |
| Napoleon Walls     | de boksscheidsrechter      |
| Corey Carrier      | Jack                       |
| Jeanie Moore       | Nanny                      |
| James Cotton       | Charlie                    |
| Burke Byrnes       | de agent                   |